# Cal Quim (Súria)
Cal Quim és una casa de Súria (Bages) protegida com a Bé Cultural d'Interès Local.

## Descripció
Casa sobre el carrer, entre mitgeres ubicada al Poble Vell de Súria. Es tracta d'una construcció sobre el carrer amb la coberta a una sola aigua. Destaca el pas inferior, sustentat per un arc gòtic. Els dos elements més destacats són l'arc ogival i una finestra geminada, possiblement reutilitzada d'una construcció anterior.